# Juventus Football Club 1974-1975
Questa voce raccoglie le informazioni riguardanti la Juventus Football Club nelle competizioni ufficiali della stagione 1974-1975.

## Stagione

Volti nuovi nel ritiro precampionato di Villar Perosa nell'estate 1974; da sinistra: il libero Scirea, l'allenatore Parola e l'ala Damiani.

Tornata dopo dodici anni nelle mani del tecnico Parola, storica bandiera bianconera e reduce da alcuni buoni campionati in Serie B alla guida del Novara, nell'estate del 1974 la Juventus ampliò il suo organico prelevando, rispettivamente da L.R. Vicenza e Atalanta, l'ala Damiani e il promettente libero Scirea, questo ultimo deputato a raccogliere l'eredità di Salvadore ritiratosi al termine del precedente campionato; con l'addìo di Billy, inoltre, Anastasi divenne il nuovo capitano della squadra.
In campionato, dopo un inizio in sordina da parte della formazione piemontese, nelle prime giornate bloccata in un gruppo di ben otto squadre in soli due punti, gli uomini di Parola emersero presto anche grazie al moderno e offensivo impianto di gioco voluto dal tecnico, ispirato a quello dei Paesi Bassi di Rinus Michels. Superato anche l'ostacolo del grave infortunio occorso a Spinosi, Parola trovò nel duo Morini-Scirea e nella coppia di terzini formata dal maturo Cuccureddu e dal giovane Gentile una difesa abbastanza solida per poter esprimere il gioco desiderato. Dopo un girone d'andata di spessore, che il 15 dicembre 1974 vide l'eccezionale vittoria 6-2 al San Paolo contro una delle più accreditate rivali-scudetto, il Napoli di Luís Vinício, la Juventus arrivò al giro di boa non risentendo troppo della sconfitta patita il 5 gennaio 1975 all'Olimpico per mano dei campioni uscenti della Lazio, laureandosi campione d'inverno a +3 sui biancocelesti di Tommaso Maestrelli e +4 sulla Roma di Nils Liedholm.

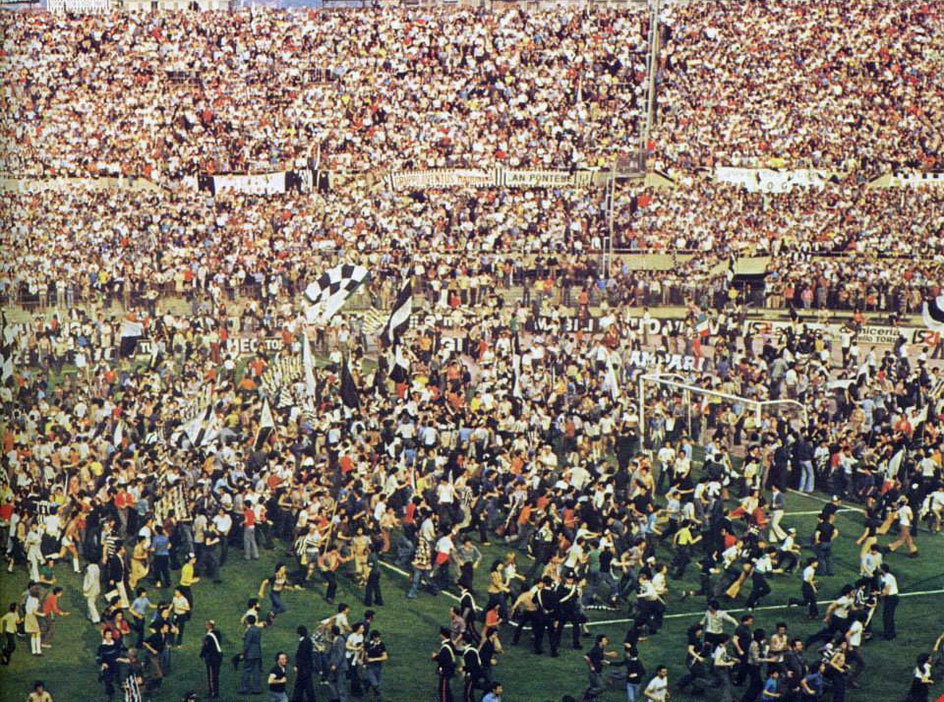
I tifosi bianconeri invadono il campo del Comunale il 18 maggio 1975, al fischio finale della sfida tra Juventus e Lanerossi Vicenza, che diede ai torinesi la certezza dello scudetto.

Nelle prime giornate del girone di ritorno la Juventus continuò nel suo cammino senza troppi problemi, allungando fino a +5 punti sulle dirette inseguitrici, la Lazio e un ritrovato Napoli. Proprio gli azzurri emersero in questo frangente come la più pericolosa rivale dei bianconeri, recuperando via via punti agli uomini di Parola i quali li accolsero a Torino, nello scontro diretto del 6 aprile, con dalla loro un risicato vantaggio di +2: fu un gol dell'ex Altafini – da allora core 'ngrato per i tifosi partenopei –, riserva di lusso juventina, a dare il decisivo 2-1 ai padroni di casa, che con tale vittoria rimarcarono definitivamente le distanze. Nelle successive giornate i piemontesi si limitarono a controllare il vantaggio sui campani: il rendimento della Juventus calò in dirittura d'arrivo – nonostante il 4-0 alla Lazio del 27 aprile 1975 in cui Anastasi, entrato in campo a venti minuti dal termine, dall'83' all'88' trovò uno storico record mettendo a segno una tripletta, cosa mai accaduta prima nel campionato italiano a un giocatore subentrante –, come dimostrò il pesante rovescio 1-4 subìto a Firenze alla penultima giornata, ma superando in goleada (5-0) il successivo 18 maggio un già retrocesso Lanerossi, vinse il suo sedicesimo titolo italiano.
In Coppa Italia la formazione torinese si spinse fino al secondo turno, mancando l'accesso alla finale (superata nel proprio girone di semifinale dal Milan) nonostante un Anastasi per la prima e fin qui unica volta in carriera capocannoniere della manifestazione con 9 reti in 10 gare. Positivo il cammino in Coppa UEFA dove la Juventus raggiunse per la prima volta le semifinali della competizione, estromessa dagli olandesi del Twente vittoriosi sia al Comunale sia al Diekman Stadion, dopo che i bianconeri avevano eliminato nei turni precedenti i tedeschi orientali del Vorwärts Francoforte, gli scozzesi dell'Hibernian, l'Ajax e i tedeschi occidentali dell'Amburgo.

## Divise
| Casa | Trasferta | 1ª portiere | 2ª portiere |

## Rosa
| N. |                   | Ruolo | Calciatore              |
| -- | ----------------- | ----- | ----------------------- |
|    | Italia (bandiera) | P     | Giancarlo Alessandrelli |
|    | Italia (bandiera) | P     | Massimo Piloni          |
|    | Italia (bandiera) | P     | Dino Zoff               |
|    | Italia (bandiera) | D     | Antonello Cuccureddu    |
|    | Italia (bandiera) | D     | Claudio Gentile         |
|    | Italia (bandiera) | D     | Silvio Longobucco       |
|    | Italia (bandiera) | D     | Francesco Morini        |
|    | Italia (bandiera) | D     | Gaetano Scirea          |
|    | Italia (bandiera) | D     | Luciano Spinosi         |
|    | Italia (bandiera) | C     | Franco Causio           |

| N. |                   | Ruolo | Calciatore                 |
| -- | ----------------- | ----- | -------------------------- |
|    | Italia (bandiera) | C     | Fabio Capello              |
|    | Italia (bandiera) | C     | Giuseppe Damiani           |
|    | Italia (bandiera) | C     | Giuseppe Furino            |
|    | Italia (bandiera) | C     | Alberto Marchetti          |
|    | Italia (bandiera) | C     | Fernando Viola             |
|    | Italia (bandiera) | A     | José Altafini              |
|    | Italia (bandiera) | A     | Pietro Anastasi (capitano) |
|    | Italia (bandiera) | A     | Roberto Bettega            |
|    | Italia (bandiera) | A     | Paolo Rossi                |

## Risultati

### Serie A

#### Girone di andata
| Arbitro: | R. Lattanzi (Roma) |

|                        |           |              |
| Savoldi 21’ Cresci 72’ | Marcatori | 22’ Anastasi |

| Arbitro: | Gialluisi (Barletta) |

|                          |           |             |
| Bettega 20’ Anastasi 57’ | Marcatori | 32’ Benetti |

| Varese 20 ottobre 1974, ore 14:30 CET 3ª giornata | Varese               | 0 – 0 referto | Juventus | Stadio Franco Ossola\| Arbitro: \| Barbaresco (Cormons) \| |
| Arbitro:                                          | Barbaresco (Cormons) |               |          |                                                            |

| Arbitro: | Gussoni (Varese) |

|                                           |           |  |
| Altafini 30’, 45’ Anastasi 68’ Causio 83’ | Marcatori |  |

| Arbitro: | Ciacci (Firenze) |

|                |           |                                |
| De Giorgis 46’ | Marcatori | 66’, 73’ Altafini 74’ Anastasi |

| Arbitro: | Menicucci (Firenze) |

|  |           |            |
|  | Marcatori | 85’ Causio |

| Arbitro: | Trinchieri (Reggio Emilia) |

|                    |           |  |
| Damiani 56’ (rig.) | Marcatori |  |

| Arbitro: | Ciacci (Firenze) |

|  |           |             |
|  | Marcatori | 72’ Capello |

| Torino 8 dicembre 1974, ore 14:30 CET 9ª giornata | Juventus            | 0 – 0 referto | Torino | Stadio Comunale\| Arbitro: \| Menicucci (Firenze) \| |
| Arbitro:                                          | Menicucci (Firenze) |               |        |                                                      |

| Arbitro: | Agnolin (Bassano del Grappa) |

|                  |           |                                                                       |
| Clerici 62’, 74’ | Marcatori | 26’ Altafini 36’ (rig.), 41’ Damiani 52’ Bettega 71’ Causio 85’ Viola |

| Arbitro: | Ciulli (Roma) |

|            |           |  |
| Causio 89’ | Marcatori |  |

| Arbitro: | Michelotti (Parma) |

|                   |           |  |
| Scirea 42’ (aut.) | Marcatori |  |

| Arbitro: | Prati (Parma) |

|                               |           |  |
| Damiani 33’ (rig.) Causio 80’ | Marcatori |  |

| Torino 19 gennaio 1975, ore 14:30 CET 14ª giornata | Juventus        | 0 – 0 referto | Fiorentina | Stadio Comunale\| Arbitro: \| Serafino (Roma) \| |
| Arbitro:                                           | Serafino (Roma) |               |            |                                                  |

| Arbitro: | Menegali (Roma) |

|             |           |                         |
| Savoldi 72’ | Marcatori | 41’ Bettega 53’ Capello |

#### Girone di ritorno
| Torino 2 febbraio 1975, ore 15:00 CET 16ª giornata | Juventus         | 0 – 0 referto | Bologna | Stadio Comunale\| Arbitro: \| Casarin (Milano) \| |
| Arbitro:                                           | Casarin (Milano) |               |         |                                                   |

| Arbitro: | Barbaresco (Cormons) |

|           |           |                                |
| Bigon 20’ | Marcatori | 63’ Bettega 70’ (rig.) Damiani |

| Arbitro: | Panzino (Catanzaro) |

|                                                   |           |  |
| Damiani 29’ (rig.) Anastasi 75’ Borghi 82’ (aut.) | Marcatori |  |

| Ascoli Piceno 23 febbraio 1975, ore 15:00 CET 19ª giornata | Ascoli             | 0 – 0 referto | Juventus | Stadio Cino e Lillo Del Duca\| Arbitro: \| Michelotti (Parma) \| |
| Arbitro:                                                   | Michelotti (Parma) |               |          |                                                                  |

| Arbitro: | Gialluisi (Barletta) |

|             |           |                    |
| Damiani 31’ | Marcatori | 19’ (aut.) Gentile |

| Arbitro: | Picasso (Chiavari) |

|                    |           |  |
| Damiani 39’ (rig.) | Marcatori |  |

| Arbitro: | Casarin (Milano) |

|                      |           |  |
| F. Morini 72’ (aut.) | Marcatori |  |

| Arbitro: | Menicucci (Firenze) |

|                |           |  |
| Cuccureddu 39’ | Marcatori |  |

| Arbitro: | Ciacci (Firenze) |

|                                       |           |                         |
| Pulici 19’ (rig.), 71’ Zaccarelli 88’ | Marcatori | 34’ Bettega 83’ Capello |

| Arbitro: | Michelotti (Parma) |

|                         |           |             |
| Causio 19’ Altafini 88’ | Marcatori | 59’ Juliano |

| Arbitro: | Menegali (Roma) |

|                  |           |              |
| Morini 5’ (aut.) | Marcatori | 87’ Altafini |

| Arbitro: | Casarin (Milano) |

|                                     |           |  |
| Altafini 10’ Anastasi 83’, 87’, 88’ | Marcatori |  |

| Arbitro: | Gussoni (Varese) |

|  |           |                        |
|  | Marcatori | 33’ Bettega 63’ Causio |

| Arbitro: | Agnolin (Bassano del Grappa) |

|                                                           |           |                 |
| Zoff 34’ (aut.) Antognoni 39’ Casarsa 73’ (rig.) Caso 78’ | Marcatori | 61’ (aut.) Rosi |

| Arbitro: | Michelotti (Parma) |

|                                                         |           |  |
| Damiani 8’, 38’ Bettega 27’ Anastasi 36’ Cuccureddu 55’ | Marcatori |  |

### Coppa Italia

#### Primo turno
| Arbitro: | Prati (Parma) |

|                                          |           |  |
| Anastasi 7’ Damiani 39’, 57’ Bettega 59’ | Marcatori |  |

| Arbitro: | Barbaresco (Cormons) |

|  |           |                          |
|  | Marcatori | 69’ Capello 79’ Anastasi |

| Arbitro: | V. Lattanzi (Roma) |

|                                           |           |                     |
| Damiani 10’, 36’ Anastasi 65’, 90’ (rig.) | Marcatori | 40’ (rig.) Listanti |

| Arbitro: | Casarin (Milano) |

|             |           |                       |
| Ferrari 90’ | Marcatori | 33’ Bettega 85’ Viola |

#### Secondo turno
| Arbitro: | Menegali (Roma) |

|  |           |                                                   |
|  | Marcatori | 9’, 45’, 81’ Anastasi 10’ (aut.) Cresci 75’ Viola |

| Arbitro: | R. Lattanzi (Roma) |

|           |           |                              |
| Viola 54’ | Marcatori | 58’ Boninsegna 81’ Facchetti |

| Arbitro: | Serafino (Roma) |

|           |           |  |
| Bigon 76’ | Marcatori |  |

| Arbitro: | Bergamo (Livorno) |

|             |           |  |
| Bettega 61’ | Marcatori |  |

| Arbitro: | Trinchieri (Reggio Emilia) |

|                            |           |                                                           |
| Boninsegna 20’, 68’ (rig.) | Marcatori | 1’, 48’ Anastasi 33’, 54’ Viola 52’ Scirea 65’ Cuccureddu |

| Arbitro: | Barboni (Firenze) |

|                        |           |             |
| Scirea 12’ Damiani 35’ | Marcatori | 60’ Sartori |

### Coppa UEFA
| Arbitro: | Corver |

|                         |           |            |
| Schuth 3’ Krautzing 74’ | Marcatori | 8’ Capello |

| Arbitro: | Burns |

|                                            |           |  |
| Anastasi 17’ Hause 34’ (aut.) Altafini 83’ | Marcatori |  |

| Arbitro: | Dubach |

|                         |           |                                              |
| Stanton 58’ Cropley 64’ | Marcatori | 44’ Gentile 69’, 87’ Altafini 79’ Cuccureddu |

| Arbitro: | Eschweiler |

|                                           |           |  |
| Bettega 9’ Anastasi 58’, 83’ Altafini 74’ | Marcatori |  |

| Arbitro: | Schiller |

|             |           |  |
| Damiani 19’ | Marcatori |  |

| Arbitro: | Vigliani |

|                            |           |                    |
| Blankenburg 14’ Mühren 89’ | Marcatori | 66’ (rig.) Damiani |

| Arbitro: | Rainea |

|                      |           |  |
| Capello 3’ Viola 11’ | Marcatori |  |

| Amburgo 19 marzo 1975, ore 19:30 CET Quarti di finale - Ritorno | Amburgo | 0 – 0 referto | Juventus | Volksparkstadion (49 405 spett.)\| Arbitro: \| Loraux \| |
| Arbitro:                                                        | Loraux  |               |          |                                                          |

| Arbitro: | Vigliani |

|                              |           |              |
| Jeuring 20’ Zuidema 59’, 83’ | Marcatori | 64’ Altafini |

| Arbitro: | Glöckner |

|  |           |             |
|  | Marcatori | 10’ Zuidema |